# Ровена, Марчелла
Марчелла Ровена (итал. Marcella Rovena, 22 января 1905 — 6 октября 1991) — итальянская актриса
. Уроженка Конельяно, с юных лет увлекалась театром, где впоследствии и начала свою актёрскую карьеру. В 1932 году она дебютировала на большом экране в фильме режиссёра Нунцио Маласомма «Телефонистка». В дальнейшем снималась у крупнейших итальянских режиссёров, таких как Лукино Висконти, Витторио Де Сика, Роберто Росселлини и Пьетро Джерми. В то же время была очень известна на родине в качестве актрисы дубляжа — её голосом говорили Ив Арден, Барбара Стэнвик, Кэй Фрэнсис, Клодетт Кольбер и Клер Тревор.

## Избранная фильмография
- 1964 — Визит
- 1963 — Леопард
- 1962 — Человек, которого нужно сжечь
- 1961 — Любовник на пять дней
- 1957 — Белые Ночи
- 1955 — Знак Венеры
- 1952 — Европа 51